# Mękarzowice (województwo świętokrzyskie)
Mękarzowice – wieś sołecka w Polsce położona w województwie świętokrzyskim, w powiecie kazimierskim, w gminie Czarnocin.
W latach 1975–1998 miejscowość administracyjnie należała do województwa kieleckiego.
W XV wieku miejscowość była własnością historyka Jana Długosza (starszego) i należała do parafii w Czarnocinie.
| SIMC    | Nazwa                 | Rodzaj             |
| ------- | --------------------- | ------------------ |
| 0235973 | Chałupki Mękarzowskie | część miejscowości |